# Declaração de Maroua
A Declaração de Maroua é um acordo de fronteira marítima de 1975 entre Camarões e Nigéria. Uma questão sobre a validade do acordo surgiu durante um caso da Corte Internacional de Justiça que decidiu uma disputa de fronteira entre os dois países.

## Histórico
A Declaração de Maroua foi assinada em 1 de junho de 1975 por Ahmadou Ahidjo, presidente dos Camarões, e Yakubu Gowon, chefe de Estado da Nigéria, em Maroua, Camarões. O acordo estende uma fronteira marítima que existia anteriormente entre os dois países ainda mais no Golfo da Guiné a partir da foz do rio Akwayafe.
Em 2002, a Corte Internacional de Justiça emitiu uma sentença em um caso entre Camarões e Nigéria sobre sua longa disputa de fronteira. A Nigéria argumentou que a Declaração de Maroua era inválida e não vinculativa porque, embora o chefe de Estado nigeriano a tivesse assinado, o acordo não havia sido ratificado pelo Parlamento ou por qualquer outro processo governamental. A Corte considerou que, conforme o direito internacional, a declaração era válida e entrou em vigor após a assinatura do chefe de Estado.